# Marcel Lambert (Politiker)
Marcel Joseph Aimé Lambert PC QC (* 21. August 1919 in Edmonton, Alberta; † 24. September 2000) war ein kanadischer Rechtsanwalt und Politiker der Progressiv-konservativen Partei Kanadas, der 27 Jahre lang Abgeordneter des Unterhauses sowie zeitweise Minister und Sprecher des Unterhauses war.

## Leben

### Zweiter Weltkrieg, Rechtsanwalt und Unterhausabgeordneter
Marcel Lambert absolvierte nach dem Schulbesuch zunächst ein grundständiges Studium, das er mit einem Bachelor of Arts (B.A.) abschloss. Ein anschließendes Studium der Handelsbetriebslehre an der University of Alberta beendete er mit einem Bachelor of Commerce (B.Comm.). Während des Zweiten Weltkrieges leistete er von 1941 bis 1945 seinen Militärdienst im King’s Own Calgary Regiment des Royal Canadian Armoured Corps und wurde zum Leutnant befördert. Während der Operation Jubilee bei Dieppe geriet er am 19. August 1942 in deutsche Kriegsgefangenschaft.
Nach Kriegsende absolvierte er ein Studium im Fach Privatrecht an der University of Oxford, das er mit einem Bachelor of Civil Law (B.C.L.) abschloss, und war nach seiner anwaltlichen Zulassung in Alberta 1951 als Rechtsanwalt tätig. Ein weiteres postgraduales Studium schloss er darüber hinaus mit einem Master of Arts (M.A.) ab und wurde für seine anwaltlichen Verdienste schließlich zum Kronanwalt (Queen’s Counsel) ernannt. In der Nachkriegszeit war er als Reserveoffizier im 745 Communications Squadron eingesetzt und wurde zuletzt zum Oberstleutnant befördert.
Seine politische Laufbahn begann Lambert, als er als Kandidat der Progressiv-konservativen Partei bei der Unterhauswahl vom 10. Juni 1957 erstmals als Abgeordneter in das Unterhaus gewählt wurde und in diesem bis zur Unterhauswahl vom 4. September 1984 27 Jahre lang den Wahlkreis Edmonton West vertrat.
Unmittelbar nach der Wahl wurde Lambert am 7. August 1957 Parlamentarischer Assistent beim Minister für nationale Verteidigung und behielt diese Funktion bis zum 1. Februar 1958. Später war er vom 18. November 1959 bis zum 17. November 1961 sowie erneut zwischen dem 18. Januar und dem 19. April 1962 Parlamentarischer Sekretär beim Minister für die Bundessteuern.

### Unterhaussprecher und Minister
Am 27. September 1962 wurde Lambert als Nachfolger von Roland Michener Sprecher des Unterhauses und damit Parlamentspräsident. Diese Funktion bekleidete er bis zum 11. Februar 1963 und seiner darauf folgenden Ablösung durch Alan Macnaughton.
Am 12. Februar 1963 wurde Lambert von Premierminister John Diefenbaker zum Minister für Veteranenangelegenheiten in das 18. Kabinett Kanadas berufen, dem er bis zum Ende von Diefenbakers Amtszeit nach der Wahlniederlage bei der Unterhauswahl am 21. April 1963 angehörte. 

### Oppositionspolitiker und Ausschussvorsitzender
Nach dem Verlust der Regierungsmehrheit fungierte Lambert von 1963 bis September 1968 als Sprecher der Opposition für nationale Verteidigung und war zeitgleich zwischen 1966 und September 1967 stellvertretender Oppositionssprecher für Finanzen. Gleichzeitig war er vom 16. Mai 1963 bis zum 3. April 1965 Vize-Vorsitzender des Sonderunterhausausschusses für Verteidigung sowie später vom 18. Januar 1966 bis zum 18. Mai 1967 Vize-Vorsitzender des Ständigen Unterhausausschusses für nationale Verteidigung.
Danach war er von September 1968 bis 1970 Oppositionssprecher für Finanzen und Einnahmen sowie von Februar 1971 bis Dezember 1972 erneut finanzpolitischer Sprecher, ehe er zwischen 1972 und 1974 steuer- und wirtschaftspolitischer Sprecher war. Daneben fungierte er vom 4. Januar 1973 bis zum 26. Februar 1974 sowie erneut zwischen dem 30. September 1974 und dem 26. März 1979 als Vize-Vorsitzender des Ständigen Unterhausausschusses für Verfahren und Organisation. Zwischenzeitlich war er vom 27. Februar bis zum 9. Mai 1974 Vorsitzender des Ständigen Unterhausausschusses für Verfahren und Organisation.
Lambert war ferner von Dezember 1974 bis 1983 Oppositionssprecher für Bundessteuern sowie zugleich von Dezember 1974 bis Mai 1976 Sprecher der Opposition für das Schatzamt sowie für Verbraucher- und Unternehmensangelegenheiten. Daneben fungierte er vom 9. Oktober 1979 bis zum 14. Dezember 1979 kurzzeitig als Vorsitzender des Ständigen Unterhausausschusses für Schätzungen.